# 네패스
네패스(Nepes Corp.)은 1990년 설립된 반도체 패키징을 하는 대한민국의 기업이다.
플립칩 범핑(Bumping)과 WLP(웨이퍼 레벨 패키징) 등 프리미엄 End-FAB 사업을 주력하는 한국의 OSAT(반도체 후공정) 업체이다
주요 주요 사업부문은 시스템반도체 분야로 테스트 등이다 최근 터치패널 사업을 중단하고 한국 2차전지 기업에 ESS에 Lead Tab을 국산화하여 납품하고 있다

## 계열사
계열사로 (주)씨엔씨, (주)네패스이앤씨, 이리도스(주), (주)네패스야하드, (주)네패스아크, (주)네패스라웨, (주)네패스루아 등이 있다.
해외법인으로 중국의 장수네패스 등이 있다

## 같이 보기
- 네패스아크

## 참고문헌
1. ↑  한국 IR협의회 기업분석 - 네패스
2. ↑  유진투자증권 분석보고서 - 네패스
3. ↑  네패스 기술분석보고서
4. ↑  KB증권 분석보고서 -네패스
5. ↑  BNK투자증권 분석보고서 -네패스